# Scleroptilidae
Scleroptilidae is een familie van neteldieren uit de klasse van de Anthozoa (Bloemdieren).

## Geslachten
- Calibelemnon Nutting, 1908
- Scleroptilum Kölliker, 1880